# Blue Sky Tower
Der Blue Sky Tower (mongolisch Хөх тэнгэр цамхаг) ist ein 2009 eröffnetes und 105 Meter hohes Gebäude in der mongolischen Hauptstadt Ulaanbaatar und war bei seiner Fertigstellung das höchste Bauwerk der Stadt. Er befindet sich an der Friedens-Avenue (Энхтайвны өргөн чөлөө) in der Nähe des zentralen Süchbaatar-Platzes.
Das Hochhaus besteht aus einer Stahl-Glas-Konstruktion mit einer Vorhängefassade aus blaugefärbtem Glas. Genutzt wird es als Hotel und für Wohnungen. Das Hotel hat 200 Zimmer, 12 Suiten, Räume für Kongresse und andere Veranstaltungen, mehrere Restaurants, sowie Garagen.